# Розбиття поверхні

Перші три кроки розбиття поверхні куба, як наближення до сфери.

Розбиття поверхні — це метод, що використовується у тривимірній комп'ютерній графіці, який дозволяє створювати гладкі поверхні шляхом послідовного уточнення кусково-лінійної полігональної сітки.
Розбиття використовується для представлення складних форм із використанням простіших базових сіток, які з часом стають все детальнішими та плавнішими.

Метод активно використовується в комп’ютерній графіці, анімації, CAD-системах та інших сферах, де потрібне представлення складних об'єктів із плавними поверхнями.  Ідея полягає у тому, що на початковій, грубій полігональній сітці (так званій базовій сітці) послідовно застосовують правила уточнення, які розбивають великі грані на менші, а положення нових і старих вершин коригують для наближення гладкої поверхні. Такий процес можна повторювати багато разів (тобто рекурсивно), отримуючи дедалі більш деталізовану поверхню. Відмінність підроздільних поверхонь від інших методів полягає у тому, що вони дозволяють моделювати складні криволінійні форми, зберігаючи відносну простоту полігональної сітки і можливість редагування.

## Загальне уявлення
Район поверхні визначається рекурсивно. Процес починається із заданої полігональної сітки. Потім до цієї сітки застосовується схема уточнення. Цей процес займає сітку і ділить її, створюючи нові вершини і нові грані. Позиції нових вершин в сітці обчислюються на основі позицій сусідніх вершин. У деяких схемах уточнення, позиції старих вершин також можуть бути змінені (на основі позицій нових вершин).
Цей процес виробляє більш дрібну сітку за оригінал, що містить більше полігональних меж. В результаті чого сітка може передаватися через ту саму схему уточнення знову і знову .
Поверхня граничного розбиття — поверхня, отримана з цього процесу, ітераційно може застосовуватися нескінченно багато разів. Однак в практичному використанні цей алгоритм застосовується обмежену кількість разів. Гранична поверхня також може бути обчислена безпосередньо для більшості підрозділів поверхонь із використанням техніки Джоза Стама, яка усуває необхідність у рекурсивному уточненні. Поєднані поверхні і Т-сплайни є конкуруючими технологіями. Математичні поверхні із розділенням є сплайн-поверхнями з особливостями.

## Схеми уточнення
Схеми удосконалення поверхонь підрозділів можуть бути в широкому сенсі розділені на дві категорії: інтерполяція та апроксимація. Інтерполяційні схеми необхідні, щоб відповідати вихідному положенню вершин у вихідній сітці. Апроксимаційні схеми — навпаки; Вони можуть і будуть коригувати ці позиції в міру необхідності. У цілому, апроксимаційні схеми мають велику гладкість, але редагування додатків, які дозволяють користувачам встановлювати точні поверхневі обмеження, вимагає оптимізації.
Існує ще один підрозділ в схемах розбиття поверхонь — тип полігону, на якому вони працюють. Деякі функції чотирикутників (квадроцикли), в той час як інші працюють на трикутниках.

### Апроксимаційні схеми
Апроксимація означає, що граничні поверхні апроксимують початкові сітки і після розбиття новостворені контрольні точки не перебувають на граничних поверхнях. Прикладами схем розбиття є:
- Кетмул-Кларк[en] (1978) узагальнив бі-кубічний рівномірний B-сплайн, щоб зробити його уточнюючу схему. Для довільних початкових сіток, ця схема генерує граничні поверхні, які є безперервними С2 всюди, за винятком надзвичайних вершин, де вони є безперервними С1 (Петерс і Райф 1998).
- Ду-Сабін[en] — Друга схема розбиття була розроблена Ду та Сабіном (1978), яка успішно розширила метод кутового розрізання Чайкіна для кривих поверхонь. Вони використовували аналітичний вираз біквадратичної однорідної поверхні B-сплайнів для створення своєї процедури розбиття для отримання граничних поверхонь С1 з довільною топологією для довільних початкових сіток.
- Loop, Triangles-Loop[en] (1987) запропонували свою схему розбиття на основі сплайна четвертинного квадрата із шести направленими векторами, щоб забезпечити правило для генерації безперервних поверхонь C2 всюди, крім виняткових вершин, де вони безперервні по C1.
- Схема підрозділу середнього краю. Схема підрозділу середнього краю була запропонована незалежно Петерсом-Рейфом (1997) і Хабіб-Уорреном (1999). Перший використовував середню точку кожного ребра, щоб побудувати нову сітку. Останній використовував сплайн з чотирма напрямками для побудови схеми. Ця схема породжує C1 безперервні граничні поверхні на початкових сітках із довільною топологією.
- Схема розбиття √3 — Ця схема була розроблена Коббелтом (Kobbelt, 2000): вона обробляє довільні трикутні сітки, усюди неперервна, крім виняткових вершин, де вона C−1 переривається і при необхідності пропонує природну адаптивну обробку. Схема проявляє дві особливості: це подвійна схема для трикутних сіток та вона має більш повільну швидкість подрібнення, ніж первинна.

### Схеми інтерполяції
Після розбиття контрольні точки вихідної сітки і нові згенеровані контрольні точки інтерполюються на граничну поверхню. Найбільш ранньою роботою була схема «метелики» Діна, Левіна і Грегорі (1990), яка розширила чотириточкову інтерполяційну схему розбиття кривих на схему розбиття поверхні. Зорін, Шредер і Свелденс (1996) помітили, що схема «метелики» не може генерувати гладкі поверхні для нерегулярних трикутних сіток і таким чином модифікувала цю схему. Коббальт (1996) додатково узагальнив чотириточкову інтерполяційну схему розбиття кривих на схему розподілу тензорного добутку поверхонь. Ден і Ма (2013) додатково узагальнили чотириточкову інтерполяційну схему розбиття на довільну ступінь.
- Метелик, Трикутники — мають таку назву через форму схеми.
- Середнє розбиття, Чотирикутники.
- Коббальт, Чотирикутники — метод варіаційного розподілу, який намагається подолати рівномірні недоліки підрозділів.
- Ден-Ма, Чотирикутники — 2n точкове розбиття, узагальнене на довільну непарну ступінь.[3]

## Редагування поверхні розбиття
Поверхні підрозділу можуть бути природно відредаговані на різних рівнях підрозділу. Починаючи з базових форм, ви можете використовувати бінарні оператори для створення правильної топології. Потім відредагуйте грубу сітку, щоб створити базову фігуру, потім відредагуйте зміщення для наступного кроку поділу, а потім повторіть це на більш тонких рівнях. Ви завжди можете бачити як ваші зміни впливають на граничну поверхню за допомогою оцінки поверхні GPU.
Дизайнер поверхні також може починати з об'єкту сканування або об'єкту створеного з поверхні NURBS. Ті ж самі основні алгоритми оптимізації використовуються для створення грубої базової сітки з правильною топологією, а потім додають деталі на кожному рівні, щоб об'єкт можна було редагувати на різних рівнях. Із такими типами поверхонь може бути важко працювати, тому що базова сітка не має контрольних точок в тих місцях, куди розмістить їх дизайнер. Із відсканованого об'єкта з цією поверхнею легше працювати, ніж із сирою трикутною сіткою, але в об'єкта NURBS, ймовірно, були добре розкладені контрольні точки, які після конверсії поводяться менш інтуїтивно, ніж раніше.

## Ключові розробки
- 1978: Поверхні розбиття були виявлені одночасно Едвіном Катмуллом і Джимом Кларком (див. Поверхня розбиття Кетмула-Кларка). У тому ж році Даніель Дуо і Малком Сабін опублікували паперовий макет за цією роботою (див. Поверхня розбиття Ду-Сабіна).
- 1995: Ульріх Рейф характеризував поверхні поділу поблизу незвичайних вершин[4] by treating them as splines with singularities.[5], розглядаючи їх як сплайни з особливостями.
- 1998: Джос Стам вніс свій внесок в метод точної оцінки поверхонь розбиття Кетмула-Кларка і Loop- розбиття при довільних значеннях параметрів.